# Johann Wilhelm Krause
Johann Wilhelm Krause (1764 - 1842), foi um botânico alemão.
Existem 633 registros de identificações e nomeamentos de novas espécies realizadas por ele.

## Obras
- 1835. Abbildungen und Beschreibung aller bis jetzt bekannten Getreidearten, mit Angabe ihrer Kultur und Nutzen. (Proyecciones y descripciones de todaes las especies de cereales conocidas, con indicación de su cultivo y de su perfil de uso.) Leipzig: Baumgartner, 1835.